# Hultasjön (Hinneryds socken, Småland)
Hultasjön är en sjö i Markaryds kommun i Småland och ingår i Lagans huvudavrinningsområde. Sjön har en area på 0,43 kvadratkilometer och ligger 137 meter över havet. Sjön avvattnas av vattendraget Lillån. Vid provfiske har abborre, gädda, mört och sutare fångats i sjön.

## Delavrinningsområde
Hultasjön ingår i det delavrinningsområde (626797-136289) som SMHI kallar för Mynnar i Ängabäcks Dämningsområde. Medelhöjden är 144 meter över havet och ytan är 23,47 kvadratkilometer. Det finns ett avrinningsområde uppströms, och räknas det in blir den ackumulerade arean 43,43 kvadratkilometer. Lillån som avvattnar avrinningsområdet har biflödesordning 2, vilket innebär att vattnet flödar genom totalt 2 vattendrag innan det når havet efter 51 kilometer. Avrinningsområdet består mestadels av skog (58 procent) och sankmarker (23 procent). Avrinningsområdet har 0,58 kvadratkilometer vattenytor vilket ger det en sjöprocent på 2,5 procent.